# Tassonia calunica
Tassonia calunica är en stekelart som beskrevs av Hayat 2003. Tassonia calunica ingår i släktet Tassonia och familjen sköldlussteklar. Inga underarter finns listade i Catalogue of Life.